# Список керівників держав 272 року
Список керівників держав 272 року — це перелік правителів країн світу 272 року.
Список керівників держав 271 року — 272 рік — Список керівників держав 273 року — Список керівників держав за роками

## Європа
- Боспорська держава — цар Рескупорід V (240-276)
- Ірландія — верховний король Кайрбре Ліфехайр (267-284)
- Римська імперія
  - імператор Авреліан (270-275)
    - консул Тит Флавій Постумій Квіет (272)
    - консул Юній Велдумніан (271)
      - Нижня Мезія — Марк Аврелій Себастіан (272-275)
- Галльська імперія — (271-274)

## Азія
- Близький Схід
- Гассаніди — Талабах ібн Амр (270-287)
- Диньяваді (династія Сур'я) — раджа Патипат (245-298)
- Іберійське царство — цар Аспагур I (265-284)
- Індія
  - Царство Вакатаків — імператор Праварасена I (270-330)
  - Імперія Гуптів — магараджа Шрі-Гупта (240-280)
  - Західні Кшатрапи — махакшатрап Рудрасена II (255-277)
  - Кушанська імперія — ?
  - Держава Чера — цар Перумкадунго (257-287)
- Китай
  - Династія У — імператор Сунь Хао (264-280)
  - Династія Цзінь — Сима Янь (266-290)
    - шаньюй південних хунну Лю Цюйбей (260—272)
- Корея
  - Кая (племінний союз) — ван Мапхум (259-291)
  - Когурьо — тхеван (король) Сочхон (270-292)
  - Пекче — король Коі (234-286)
  - Сілла — ісагим (король) Мічху (261-284)
- Паган — король Хті Мін Ін (242-299)
- Персія
  - Бактрія і Гандхара — кушаншах Гормізд I (265-295)
  - Держава Сасанідів — шахіншах Ормізд I (270 — 271/272); Бахрам I (271/272 — 274)
- Ліньї — Фам Хунг (220—284)
- Сипау (Онг Паун) — Со Вай Па (257-309)
- плем'я табгачів — вождь Тоба Лівей (219-277)
- Японія — імператор Одзін (270-310)
- Пальмірське царство — Вабаллат і Зенобія (267-272). Територія приєднана до Римської імперії.

## Африка
- Царство Куш — цар Тамелердеамані (266-286)
  - Єгипет — Статілій Амміан (271-273)